# Manuel Barbachano Ponce
Manuel Barbachano Ponce (né le 4 avril 1925 à Merida - décédé le 29 octobre 1994 à Mexico) était un célèbre producteur de cinéma mexicain. Il fut aussi acteur, réalisateur, et scénariste. Il reçut la médaille Salvador-Toscano en 1990.

## Biographie
Manuel Barbachano Ponce était le petit-fils de Miguel Barbachano (en), cinq fois gouverneur du Yucatán.
De ses propres dires, il découvrit le cinéma pendant sa jeunesse aux États-Unis. Alors étudiant à l'université Columbia de New York, il suivit une jeune femme attractive jusqu'à l'intérieur d'un musée, où était diffusé le film Le cuirassé Potemkine de Sergueï Eisenstein. Le flux d'image attira son attention et Manuel Barbachano Ponce trouva ainsi sa vocation,.
De retour à Mexico, il fonda avec Emilio Azcárraga Vidaurreta (en) la revue d'informations Telerevista, puis plus tard Cine Verdad. Grâce aux succès commerciaux qu'il connut, il put acheter les groupes E.M.A. (España, México, Argentina S.A) et C.L.A.S.A. (Cinematográfica Latinoamericana, S. A.).
Manuel Barbachano Ponce acheta une demeure à Mexico, surnommée « L'antre de Dracula » par Gabriel García Márquez, dans laquelle il recevait ses nombreux amis, parmi lesquels García Márquez, Carlos Fuentes, Octavio Paz, José Luis Cuevas, Elena Poniatowska, Luis Buñuel ou encore Juan García Ponce (en).
Durant sa carrière de producteur de cinéma, Barbachano Ponce permit à plusieurs réalisateurs de débuter dans le métier ou de s'y affirmer, comme Carlos Velo, Benito Alazraki, Paul Leduc et Jaime Humberto Hermosillo.

## Filmographie

### Comme producteur
- 1953 : Cine verdad (série télévisée)
- 1955 : Raíces de Benito Alazraki
- 1956 : Torero de Carlos Velo
- 1958 : Chistelandia (es) de lui-même
- 1958 : Nueva Chistelandia (es) de lui-même
- 1958 : Vuelve Chistelandia (es) de lui-même
- 1958 : Los Clarines del miedo d'Antonio Román
- 1959 : Café Colón de Benito Alazraki
- 1959 : Nazarín de Luis Buñuel
- 1959 : Sonatas (es) de Juan Antonio Bardem
- 1959 : Cuba Baila de Julio García Espinosa
- 1964 : El Gallo de oro de Roberto Gavaldón
- 1965 : La Viuda de Benito Alazraki
- 1965 : Tajimara de Juan José Gurrola (es)
- 1965 : Un Alma pura de Juan Ibáñez
- 1965 : Lola de mi vida de lui-même
- 1965 : La Sunamita de Héctor Mendoza (de)
- 1965 : Las Dos Elenas de José Luis Ibáñez
- 1965 : Amor, amor, amor (omnibus)
- 1979 : María de mi corazón (de) de Jaime Humberto Hermosillo
- 1982 : Confidencias de Jaime Humberto Hermosillo
- 1985 : Doña Herlinda y su hijo de Jaime Humberto Hermosillo
- 1985 : Deveras me atrapaste de Gerardo Pardo
- 1986 : Frida, naturaleza viva de Paul Leduc
- 1987 : Clandestino destino de Jaime Humberto Hermosillo
- 1992 : Tequila de Rubén Gámez

### Comme acteur
- 1981 : Complot Petróleo: La cabeza de la hidra de Paul Leduc

### Comme réalisateur
- 1958 : Chistelandia (es)
- 1958 : Nueva Chistelandia (es)
- 1958 : Vuelve Chistelandia (es)

### Comme scénariste
- 1955 : Raíces de Benito Alazraki
- 1967 : Pedro Páramo de Carlos Velo
- 1992 : Se está volviendo gobierno (1915-1919) de lui-même

## Distinctions
- 1958 : nommé aux Oscars dans la catégorie Meilleur Documentaire pour Torero
- 1990 : médaille Salvador-Toscano